# Horaga onyx
Horaga onyx är en fjärilsart som beskrevs av Moore 1857. Horaga onyx ingår i släktet Horaga och familjen juvelvingar. Inga underarter finns listade i Catalogue of Life.

## Bildgalleri

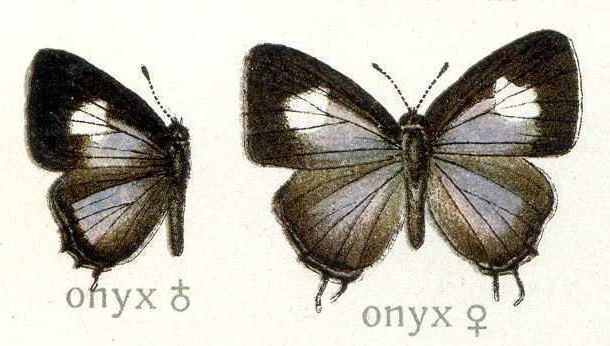